# هیمیلا
هیمیلا (به انگلیسی: Humula) یک شهرک در استرالیا است که در نیو ساوت ولز واقع شده‌است.